# Новосибирский педагогический колледж № 1
Новосибирский педагогический колледж № 1 имени А. С. Макаренко (НПК № 1) — среднее специальное учебное заведение Центрального района Новосибирска, основанное в 1937 году.

## История
В декабре 1937 года открылся новосибирский филиал Кемеровского дошкольного педагогического училища с вечерним обучением, в который поступило 18 человек со средним образованием и трудовым стажем более 10 лет. Занятия велись в школе № 50; преподавательский коллектив состоял из инспекторских кадров облоно и методистов областного дошкольного кабинета. В июле 1938 года дипломы получили первые 12 выпускников, восемь из которых завершили учёбу «с отличием».
В 1944 году учреждение было преобразовано в дневное училище на 60 студентов, для которых предусматривалась стипендия; 18 ноября 1946 года оно расположилось в отдельном помещении с пятью клаасными комнатами и залом, но позднее переехало в здании на Серебренниковскую улицу, 36.
25 августа 1992 года вышел приказ МО РФ № 322 о реорганизации училища в колледж. В этом же году на базе учебного заведения начала действовать психологическая служба; при кабинете практического психолога была организована творческая мастерская под руководством педагога-психолога Т. П. Усольцевой.
В феврале 1997 года НПК № 1 занял первое место на областном смотре профессионального педагогического мастерства преподавателей и учащихся педагогических училищ и колледжей.

## Директора
В 1937—1946 годах должность директора в разное время занимали А. Ф. Лапина-Бардиан, П. О. Мелентьева, Е. А. Муравицкая; в июня 1946 руководителем училища была назначена заслуженный учитель школы РФ В. И. Вельмакина; в 1988 году — Л. М. Шапорина.